# Pézilla-de-Conflent
Pézilla-de-Conflent – miejscowość i gmina we Francji, w regionie Oksytania, w departamencie Pireneje Wschodnie.
Według danych na rok 1990 gminę zamieszkiwały 52 osoby, a gęstość zaludnienia wynosiła 8 osób/km² (wśród 1545 gmin Langwedocji-Roussillon Pézilla-de-Conflent plasuje się na 848. miejscu pod względem liczby ludności, natomiast pod względem powierzchni na miejscu 934.).

## Populacja

Populacja Pézilla-de-Conflent w latach 1962–2008